# Prospect of Whitby

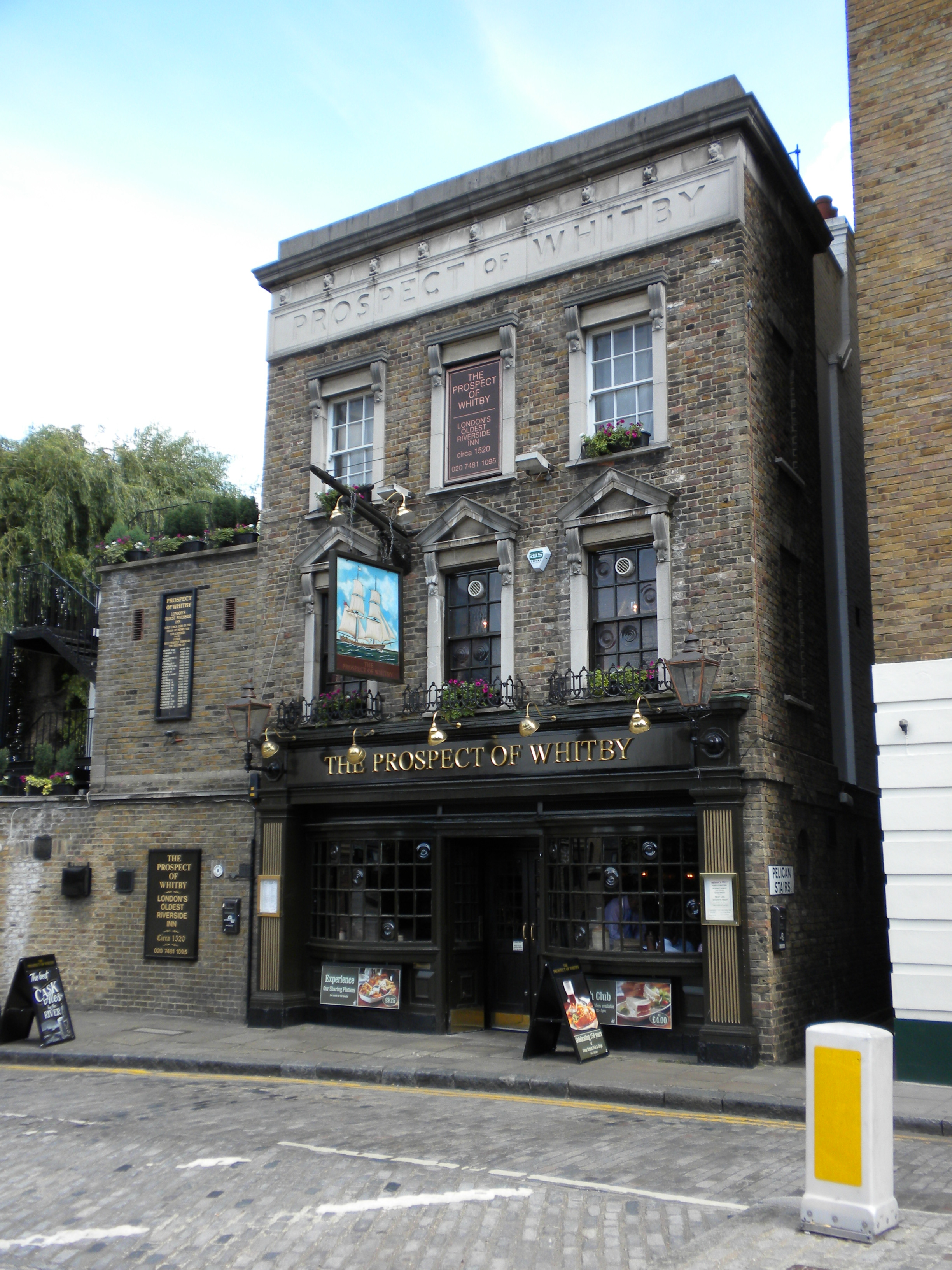
L'ingresso del pub Prospect of Whitby in Wapping Wall a Londra

Il Prospect of Whitby è un pub storico sulle rive del Tamigi a Wapping, nel Borough di Tower Hamlets a Londra. Rivendica di essere il luogo ove sorge la più antica taverna sul fiume, databile intorno al 1520. È stato precedentemente noto come Taverna del Diavolo, a causa della sua dubbia reputazione. Prima era ufficialmente chiamato "The Pelican". Tutto ciò che rimane dell'originaria costruzione è il pavimento di pietra, che data 400 anni di età. In passato era un luogo di incontro per i marinai e i contrabbandieri. Sir Hugh Willoughby partì da qui nel 1533 in un disastroso tentativo di scoprire il Passaggio a Nord-Est. 
Nel XVII secolo, divenne l'albergo scelto da "Hanging", il giudice Jeffreys, flagello della ribellione di Monmouth. Quest'ultimo visse nelle vicinanze ed un cappio appeso a una finestra ci ricorda che cosa lo ha reso famoso. Secondo la leggenda, i criminali sarebbero stati legati ai pali durante la bassa marea e lasciati lì per annegare, quando la marea si fosse alzata. Il molo delle esecuzioni, noto come l'Execution Dock, era in realtà situato presso le Wapping Old Stairs, qui i pirati potevano bere il loro ultimo gallone di birra prima di essere impiccati.
Viste dal pub sono state dipinte sia da Turner che da Whistler e degli scrittori Charles Dickens e Samuel Pepys si dice che abbiano cenato qui. 
A seguito di un incendio nel XIX secolo, la taverna è stata ricostruita e ribattezzata Prospect of Whitby, a ricordo di un cargo che era solito ormeggiare nelle vicinanze. Il Prospect of Whitby è stato quotato col Grade II nel dicembre 1950. 
Sul lato opposto della strada (Wapping Wall) è il Wapping Hydraulic Power Station, oggi un centro culturale e un ristorante.